# W・G・ゼーバルト
W・G・ゼーバルト（W.G.Sebald）ことウィンフリート・ゲオルク・ゼーバルト（Winfried Georg Sebald、1944年5月18日 - 2001年12月14日）は、ドイツ出身の小説家。写真やイラストなどを組み合わせた、小説とも随筆とも言えるような独特の散文作品で知られる。
若くしてイギリスに移住したが、創作は一貫して19世紀の古典を意識したドイツ語で行った。本名はヴィンフリート・ゲオルク・マクシミリアン・ゼーバルト（Winfried Georg Maximilian Sebald）だが、響きがドイツ的過ぎるとしてイギリスではマックス(Max)の通称を用い、筆名としてW・G・ゼーバルトを用いた。

## 経歴
ドイツのアルゴイ地方ヴェルタッハに生まれる。ゲオルク、ローサ・ゼーバルトの三人の子どもの真ん中。姉と弟がいる。ドイツのフライブルク、フランス語圏スイス、イギリスのマンチェスターでドイツ文学を学んだ後、1966年にマンチェスター大学の講師に赴任。1年ほどドイツ語圏スイスのザンクト・ガレンに戻り高校教師を務めたのち同大学に戻り、以後イギリスに定住。1970年よりノリッジにあるイースト・アングリア大学の文学部講師となり、1988年にドイツ文学正教授に着任した。また1975年にはドイツのミュンヘンでゲーテ・インスティテュートの講師を務めた。
散文作品としては『目眩まし』（1990年）、『移民たち』（1992年）、『土星の環』（1995年）、『アウステルリッツ』（2001年）の4編がある。ベルリン文学賞、ハイネ賞、ブレーメン文学賞、全米批評家協会賞などを受賞している。2001年の12月14日、ノリッジで車を運転中に心筋梗塞を起こし、交通事故により57歳で死去した。

## 日本語訳
以下は全て白水社刊・鈴木仁子訳。
- アウステルリッツ（2003/7/25）ISBN 4560047677
- ゼーバルト・コレクション
  - 移民たち－四つの長い物語（2005/9/30）ISBN 4560027293　連作短篇集
  - 目眩まし（2005/11/25）ISBN 4560027307　連作短篇集
  - 土星の環－イギリス行脚（2007/8/1）ISBN 4560027315　長篇／紀行文
  - 空襲と文学（2008/9/29）ISBN 978-4560027325、講義録／文学論・戦争論（邦訳は、表題作の論考とアルフレート・アンデルシュ論、ジャン・アメリー論、ペーター・ヴァイス論からなる。ゼーバルトは、アメリーとヴァイスに自分の「魂の近縁者たち」を見ていただろう（鈴木仁子）[2]）
  - カンポ・サント（2011/3/30）ISBN 978-4560027332　紀行文（連作化の途上で絶筆）／文学論／随筆等雑纂（没後刊行）
  - ［改訳］アウステルリッツ (2012/6/23) ISBN 978-4560027349　長篇
  - 鄙の宿（2014/3/25）ISBN 978-4560027738　文学論